# Дорадито
Доради́то (Pseudocolopteryx) — рід горобцеподібних птахів родини тиранових (Tyrannidae). Представники цього роду мешкають в Південній Америці.

## Опис
Дорадито — дрібні комахоїдні птахи з тонкими дзьбами, довжина яких становить 9,5–12 см, а вага 7–9. Верхня частина тіла у них переважно оливкова, а нижня — лимонно-жовта. Це досить рідкісні види, які живуть в долинах річок та на болотах.

## Таксономія і систематика
Молекулярно-генетичне дослідження, проведене Телло та іншими в 2009 році дозволило дослідникам краще зрозуміти філогенію родини тиранових. Згідно із запропонованою ними класифікацією, рід Дорадито (Pseudocolopteryx) належить до родини тиранових (Tyrannidae), підродини Еленійних (Elaeniinae) і триби Elaeniini. До цієї триби систематики відносять також роди Еленія (Elaenia), Жовтоголовий тиран (Tyrannulus), Тиранець (Myiopagis), Сивий тиранчик (Suiriri), Жовтий тиранчик (Capsiempis), Тиран-крихітка (Phyllomyias), Бурий тиранчик (Phaeomyias), Кокосовий мухоїд (Nesotriccus), Перуанський тиранець (Pseudelaenia), Тиранчик-довгохвіст (Mecocerculus), Торилон (Anairetes), Тачурі-сірочуб (Polystictus), Гострохвостий тиранчик (Culicivora) і Тираник (Serpophaga).

## Види
Виділяють п'ять видів:
- Дорадито аргентинський (Pseudocolopteryx dinelliana)
- Дорадито чубатий (Pseudocolopteryx sclateri)
- Дорадито андійський (Pseudocolopteryx acutipennis)
- Дорадито очеретяний (Pseudocolopteryx flaviventris)
- Дорадито цитриновий (Pseudocolopteryx citreola)[5]

## Етимологія
Наукова назва роду Pseudocolopteryx походить від сполучення слова дав.-гр. ψεῦδος — несправжній і наукової назви роду Colopteryx Ridgway, 1888.